# Maki Tabata
Maki Tabata (田畑真紀?, Tabata Maki; Mukawa, 9 novembre 1974) è un'ex pattinatrice di velocità su ghiaccio ed ex pistard giapponese.

## Palmarès

### Pattinaggio di velocità su ghiaccio
Olimpiadi invernali
- Argento a Vancouver 2010 nell'inseguimento a squadre.

Mondiali - Distanza singola
- Argento a Salt Lake City 2001 nei 1500 metri.
- Argento a Berlino 2003 nei 1500 metri.
- Bronzo a Nagano 2000 nei 3000 metri.
- Bronzo a Salt Lake City 2001 nei 5000 metri.
- Bronzo a Inzell 2005 nell'inseguimento a squadre.
- Bronzo a Vancouver 2009 nell'inseguimento a squadre.

Mondiali - Completi
- Bronzo a Milwaukee 2000.

Giochi asiatici
- Oro a Aomori 2003 nei 1500 metri.
- Oro a Aomori 2003 nei 3000 metri.
- Bronzo a Changchun 2007 nei 3000 metri.

Campionati asiatici
- Oro a Nagano 1999.
- Oro a Ulan Bator 2000.
- Oro a Harbin 2001.
- Oro a Harbin 2003.
- Oro a Chuncheon 2004.
- Oro a Shenyang 2008.
- Argento a Ikaho 2005.
- Argento a Changchun 2007.
- Argento a Tomakomai 2009.
- Bronzo a Obihiro 2010.

### Ciclismo su pista
Campionati asiatici
- Oro a Kuala Lumpur 2012 nell'inseguimento individuale.
- Argento a Kuala Lumpur 2012 nell'inseguimento a squadre.
- Bronzo a Kuala Lumpur 2012 nella gara a punti.
- Bronzo a Kuala Lumpur 2012 nello scratch.